# Pothyne
Pothyne är ett släkte av skalbaggar. Pothyne ingår i familjen långhorningar.

## Dottertaxa tillPothyne, i alfabetisk ordning[1]
- Pothyne acaciae
- Pothyne albolineata
- Pothyne albosignata
- Pothyne albosternalis
- Pothyne alorensis
- Pothyne andamanica
- Pothyne annulata
- Pothyne annulicornis
- Pothyne biguttula
- Pothyne birmanica
- Pothyne borneotica
- Pothyne burmanensis
- Pothyne capito
- Pothyne celebensis
- Pothyne celebiana
- Pothyne ceylonensis
- Pothyne chocolata
- Pothyne combreti
- Pothyne convexifrons
- Pothyne discomaculata
- Pothyne distincta
- Pothyne elongata
- Pothyne elongatula
- Pothyne fasciata
- Pothyne femoralis
- Pothyne flavostictica
- Pothyne fusiscapa
- Pothyne griseolineata
- Pothyne griseomarmorata
- Pothyne harmandi
- Pothyne imasakai
- Pothyne incerta
- Pothyne indica
- Pothyne indistincta
- Pothyne interrupta
- Pothyne keyensis
- Pothyne kualabokensis
- Pothyne laevifrons
- Pothyne laeviscapa
- Pothyne lanshuensis
- Pothyne laosensis
- Pothyne laosica
- Pothyne laterialba
- Pothyne lineolata
- Pothyne longipennis
- Pothyne longiscapus
- Pothyne luteomaculata
- Pothyne luzonica
- Pothyne macrophthalma
- Pothyne malaccensis
- Pothyne mamutensis
- Pothyne mimodistincta
- Pothyne mindanaonis
- Pothyne mouhoti
- Pothyne multilineata
- Pothyne multivittata
- Pothyne multivittipennis
- Pothyne niasica
- Pothyne obliquetruncata
- Pothyne ochracea
- Pothyne ochreolineata
- Pothyne ochreovittipennis
- Pothyne octovittipennis
- Pothyne paralaosensis
- Pothyne paraterialba
- Pothyne pauloplicata
- Pothyne philippinica
- Pothyne pici
- Pothyne polyplicata
- Pothyne postcutellaris
- Pothyne proxima
- Pothyne pseudolaosensis
- Pothyne pseudorufipes
- Pothyne rufovittata
- Pothyne rugifrons
- Pothyne rugiscapa
- Pothyne sabahensis
- Pothyne semiaulaconotus
- Pothyne septemlineata
- Pothyne septemvittipennis
- Pothyne seriata
- Pothyne sericeomaculata
- Pothyne sikkimana
- Pothyne sikkimensis
- Pothyne silacea
- Pothyne sinensis
- Pothyne siporensis
- Pothyne stictica
- Pothyne strigata
- Pothyne strigatoides
- Pothyne subdistincta
- Pothyne subfemoralis
- Pothyne subvittata
- Pothyne sumatrana
- Pothyne sumatrensis
- Pothyne suturalis
- Pothyne suturella
- Pothyne tenuevittata
- Pothyne thibetana
- Pothyne trivittata
- Pothyne uniformis
- Pothyne variegatoides
- Pothyne virgata
- Pothyne virginalis
- Pothyne vittata